# Miconge
Miconge o Miconje es una localidad de Angola, constituida administrativamente como una comuna del municipio de Belize en la provincia de Cabinda.
En 2014, la comuna tenía una población de 5104 habitantes.
Se ubica en el extremo nororiental de la provincia, en el punto final de la carretera EN100 que une la ciudad de Cabinda con la frontera con la República del Congo. Al otro lado de la frontera se ubica la localidad de Kimongo. El territorio de la comuna es también fronterizo al sur con la República Democrática del Congo.